# Bythograea thermydron
Bythograea thermydron is een krabbensoort uit de familie van de Bythograeidae. De wetenschappelijke naam van de soort is voor het eerst geldig gepubliceerd in 1980 door Williams.